# Gafarró forestal
El gafarró forestal (Crithagra scotops) és un ocell de la família dels fringíl·lids (Fringillidae).

## Hàbitat i distribució
Viu als clars del bosc de Sud-àfrica.